# 専攻建築士
専攻建築士（せんこうけんちくし）とは、建築士の中でもさらに専門的な分野のエキスパートである者をさす。
公益社団法人日本建築士連合会が認定・登録する。
日本建築士連合会が主催する「専攻建築士制度」により、各専攻領域の専門家として社会に責任の取りうる業務領域を示した者である。
専攻領域は大きく8つに分かれており、それぞれ「まちづくり専攻建築士」「統括設計専攻建築士」「構造設計専攻建築士」「設備設計専攻建築士」「建築生産専攻建築士」「棟梁専攻建築士」「法令専攻建築士」「教育・研究専攻建築士」となっている。